# Ласківська сільська рада (Народицький район)
Ласківська сільська рада — колишня адміністративно-територіальна одиниця та орган місцевого самоврядування у Народицькому й Овруцькому районах Коростенської і Волинської округ, Київської і Житомирської областей Української РСР України з адміністративним центром у с. Ласки.

## Населені пункти
Сільській раді були підпорядковані населені пункти:
- с. Ласки

## Населення
Кількість населення ради, станом на 1923 рік, становила 2 264 особи, кількість дворів — 471.
Відповідно до результатів перепису населення СРСР, кількість населення ради, станом на 12 січня 1989 року, становила 902 особи.
Станом на 5 грудня 2001 року, відповідно до перепису населення України, кількість мешканців сільської ради становила 709 осіб.

## Склад ради
Рада складалася з 12 депутатів та голови.

### Керівний склад сільської ради
| ПІБ                      | Основні відомості                                                 | Дата обрання | Дата звільнення |
| ------------------------ | ----------------------------------------------------------------- | ------------ | --------------- |
| Печкар Григорій Іванович | Сільський голова, 1962 року народження, освіта                    | 26.03.2006   | 31.10.2010      |
| Печкар Григорій Іванович | Сільський голова, 1962 року народження, освіта вища, безпартійний | 31.10.2010   |                 |

Примітка: таблиця складена за даними джерела

## Історія
Створена 1923 року в складі сіл Кацовщина, Ласки та хуторів Глимів, Заріччя і Селецьке Болото Народицької волості Овруцького повіту Волинської губернії. Станом на 1 жовтня 1941 року хутори Глимів, Заріччя та Селецьке Болото не перебували на обліку населених пунктів. 5 березня 1946 року, відповідно до указу Президії Верховної Ради Української РСР «Про утворення Кацовщинської сільської ради Народицького району Житомирської області», с. Кацовщина виділене в окрему Кацовщинську сільську раду Народицького району.
Станом на 1 вересня 1946 року та 1 січня 1972 року сільська рада входила до складу Народицького району Житомирської області, на обліку в раді перебувало с. Ласки.
Припинила існування 17 листопада 2015 року через об'єднання до складу Народицької селищної територіальної громади Народицького району Житомирської області.
Входила до складу Народицького (7.03.1923 р., 8.12.1966 р.) та Овруцького (30.12.1962 р.) районів.